# Офицер Королевского флота: обязанности, права и привилегии
| Звание              | Оригинал                         |
| Флагманские офицеры | Флагманские офицеры              |
| ------------------- | -------------------------------- |
| Адмирал флота       | Admiral of the Fleet             |
| Адмирал             | Admiral                          |
| Вице-адмирал        | Vice Admiral                     |
| Контр-адмирал       | Rear Admiral                     |
| Старшие офицеры     |                                  |
| Коммодор            | Commodore                        |
| Капитан             | Captain (Post-Captain)           |
| Младшие офицеры     |                                  |
| Коммандер           | Commander (Master and Commander) |
| Лейтенант           | Lieutenant                       |
| Уорэнт-офицеры      |                                  |
| Мичман              | Midshipman                       |
| Мастер              | Sailing Master                   |
| Врач                | Surgeon                          |
| Баталер             | Purser                           |
| Плотник             | Carpenter                        |
| Боцман              | Boatswain                        |
| Пушкарь             | Gunner                           |
| Старшины            |                                  |
| Фельдшер            | Surgeon’s Mate                   |
| Оружейный мастер    | Armourer                         |
| Кок                 | Cook                             |
| Каптенармус         | Master-at-Arms                   |
| Парусный мастер     | Sailmaker                        |
| Капеллан            | Chaplain                         |
| Учитель             | Schoolmaster                     |

Офицер Королевского флота: обязанности, права и привилегии — в Королевском флоте, начиная с XVII века, власть офицера, точнее патентованного офицера (англ. Commissionned Oficer) исходила непосредственно от короны, что подтверждалось патентом (англ. Commission), выданным через Адмиралтейство.
Уорэнт-офицеры (англ. Warrant Oficer) получали свои полномочия по гарантии (англ. Warrant) выданной одним из комитетов Адмиралтейства.
Старшины (англ. Petty Oficer) назначались командиром корабля, с последующим утверждением в Адмиралтействе.

## Офицер

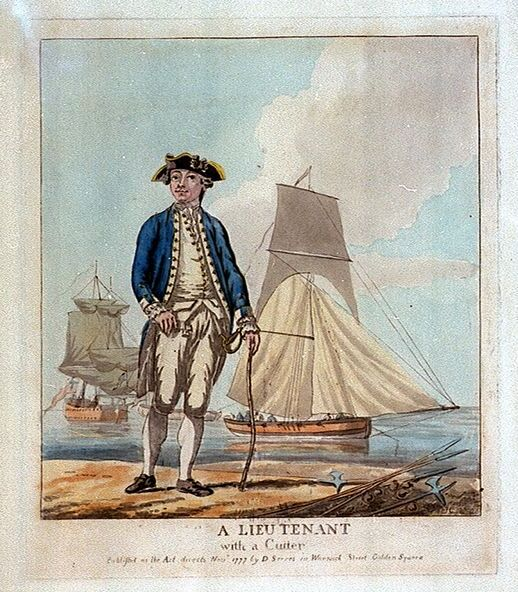
Лейтенант на фоне куттера (1777) — подобным кораблем он мог командовать

В число офицеров входили лейтенанты, капитаны и адмиралы. Обязанностью офицера было вести вверенное ему подразделение, корабль, эскадру в бою, в том числе личным примером, и обеспечивать его готовность к бою.
Офицеры, в отличие от нижних чинов, были обязаны носить установленную форму, и полагающиеся к ней знаки различия. Это касалось и уорэнт-офицеров. Так, до введения эполет, к полной парадной форме мичману полагался кортик, лейтенанту рапира, капитану шпага, адмиралу шпага и трость. Регламентировалось и их поведение, как уставами, так и традицией.
Каждый офицер мог выбрать себе из команды вестового. Тот заботился о личных вещах и исполнял поручения, а если нужно был и рулевым его шлюпки. Мичмана имели по одному вестовому на несколько человек.

### Лейтенант
Лейтенант занимал должность помощника командира корабля. Должность именовалась тоже «лейтенант» с прибавлением номера по старшинству, например 1-й лейтенант соответствовал старшему помощнику. Так, кораблю 1-го ранга полагалось восемь лейтенантов, кораблю 3-го ранга — пять, фрегату — два.
В бою лейтенант командовал дивизионом или батареей корабля. Например, на двухдечном корабле 3 ранга 1-й лейтенант через своего уорэнт-офицера или старшину командовал всеми манёврами с парусами, постановкой на якорь и швартовы, 2-й лейтенант — батареей опердека, 4-й — батареей гондека, и так далее. В повседневной службе лейтенанты отвечали за работы, тренировки и внешний вид своего дивизиона перед 1-м лейтенантом.
Старшие по списку лейтенанты могли получить в самостоятельное командование небольшой корабль без ранга (unrated), или возглавить призовую партию для доставки приза в свой порт. Это часто становилось шагом к капитанскому званию. В таком случае лейтенант формально назывался Commanding Lieutenant, но по традиции к нему обращались «капитан».
Со временем, для закрепления этого отличия, было введено звание коммандер, промежуточное между капитаном и лейтенантом. Оно прямо связано с увеличением числа кораблей без ранга.
Капитан морской пехоты (англ. Captain of the Marines) занимал обособленное от лейтенантов положение. Он командовал приписанным к кораблю отрядом морских пехотинцев, направлял стрельбу снайперов и руководил отражением абордажа. В повседневной службе он отвечал за караульную службу и обучение команды обращению с холодным и стрелковым оружием.

### Капитан

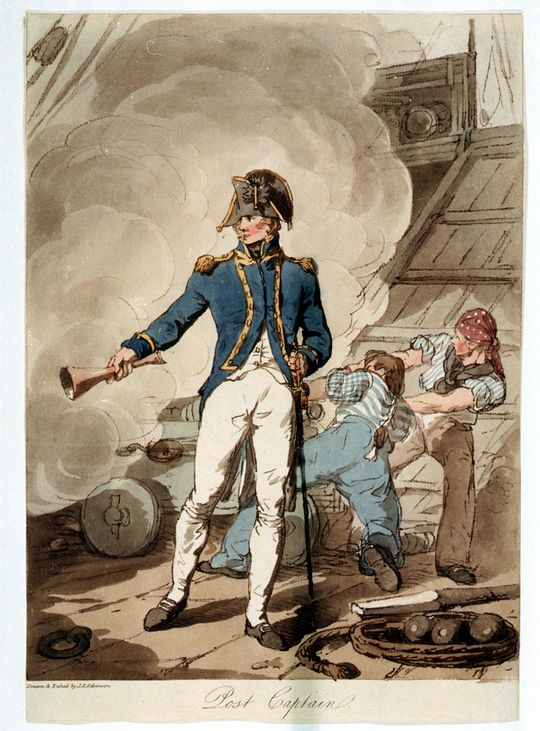
Капитан, 1807

Капитан, точнее полный капитан (англ. Post-Captain), отвечал за корабль в целом и выполнение им поставленной задачи. Фигура капитана была и остается центральной в Королевском флоте. Он подчинялся командующему эскадрой, но в самостоятельном плавании его власть была практически неограниченной.
Легальным документом, ограничивающим его действия, были так называемые Военные статьи (англ. Articles of War) — аналог корабельного, дисциплинарного и боевого устава, вместе взятых. Но даже по ним масса решений остается на усмотрение капитана. Он единолично назначал, снимал, повышал или понижал в звании подчиненных, вершил суд и назначал наказания и поощрения, выполнял функции гражданской власти если на борту были пассажиры, имел окончательное слово во всех решениях, касающихся корабля и службы.
Среди капитанских привилегий наиболее известны знаки уважения, полагающиеся его рангу. Так, был выработан целый неписаный кодекс поведения на шканцах — в присутствии капитана и без. Только он имел право сидеть или курить там; наветренный борт освобождался целиком для него; кроме вахтенного офицера и рулевых, остальные могли появляться на шканцах только с капитанского разрешения, и так далее.

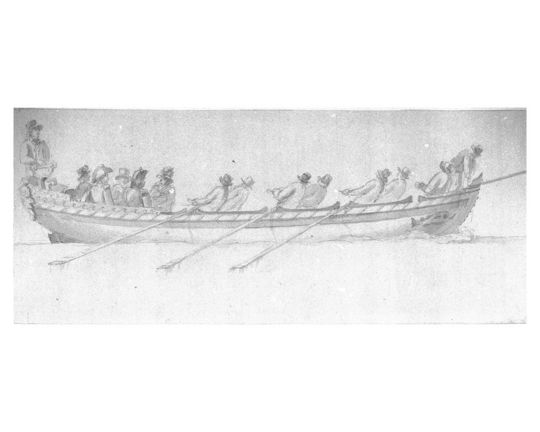
Классический капитанский катер

В свою очередь, капитан должен был заботиться о внешнем виде корабля и состоянии своих офицеров. Нередко случалось, что нужные для корабля припасы получить было негде, либо береговые базы затягивали снабжение, и капитан тратился на содержание, и особенно украшение корабля сам. Часто предметом внимания был капитанский катер. Он содержался лучше других гребных судов, а его команда подбиралась по росту и внешности, и получала за счет капитана особую форму. Более озабоченные состоянием команды капитаны следили за снабжением, при каждой возможности, свежими овощами. Причины цинги в XVIII веке ещё не были ясны, но опыт подсказывал, что она связана с недостатком зелени в пище.
По традиции чередовались и «развлечения», а по сути формальные обеды: несколько раз в месяц капитан приглашал офицеров, по собственному выбору, обедать в свою каюту (в остальное время он обедал один). Учитывая, что его пища была лучшей на корабле (ещё одна привилегия), эта традиция имела реальный вес. Но нештатные продукты закупались тоже за капитанский счет. Время от времени он сам получал приглашение и становился гостем кают-компании.
Материально самой весомой была доля капитана в призовых деньгах. Если жалование было заранее установлено и не менялось десятилетиями, то размер призовых денег зависел от оценки приза адмиралтейским судом. При том, что капитану полагалась 2/8 призовых денег (3/8 если его приказ был подписан непосредственно Адмиралтейством), один удачный захват, например груженый серебром испанский корабль, мог обеспечить его до конца жизни.
Старший капитан мог, на определенную кампанию или поход, стать командующим небольшой эскадрой, и в этом случае назывался коммодор (без изменения званий во флотском списке). Коммодор получал привилегию выбрать флагманский корабль и поднять свой собственный брейд-вымпел. Он нес ответственность за вверенную эскадру, и представлял на ней высшую власть, подчиняясь командующему флотом, или прямо Адмиралтейству. Производство в коммодоры было временным (англ. Temporary Commission), и по окончании кампании он спускал брейд-вымпел и снова становился капитаном.

### Адмирал

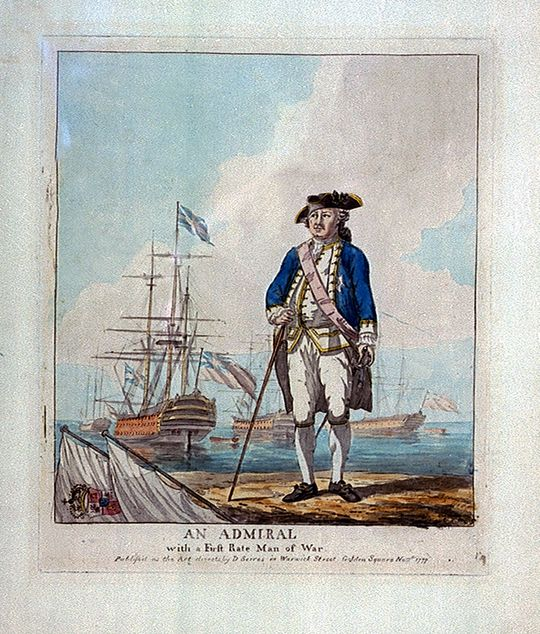
Адмирал на фоне корабля 1 ранга (1777)

Адмирал командовал эскадрой или флотом, например таким как Средиземноморский флот. Он подчинялся непосредственно Адмиралтейству и отвечал как за все свои корабли и все, что на них происходило, так и за ведение кампании в своей зоне. Если нужно, он представлял корону перед другими государствами по военным вопросам, а в отсутствие послов и посланников, и по дипломатическим.
Самым младшим было звание контр-адмирала, затем шёл вице-адмирал, затем адмирал. Долгое время существовали градации внутри адмиральских званий по цвету (эскадре). В целях определения старшинства считалось, что синяя эскадра является низшей, следом шли белая и красная. Соответственно различались и адмиральские брейд-вымпелы.
Адмиралу по рангу полагался флагманский корабль, способный разместить его вместе со штабом в отдельных помещениях. Штаб был сравнительно небольшим: в распоряжении командующего крупной эскадрой были флаг-лейтенант в роли адъютанта, личный секретарь, два писаря, слуга и доктор, сверх положенных по стандарту вестового и рулевого адмиральского баркаса. Некоторые адмиралы брали с собой в море дополнительных слуг и гражданских. В конце XVIII — начале XIX в это означало корабль не ниже 74-пушечного.
В типичном случае командующий флотом поднимал свой флаг на корабле 1 ранга, командующий значительной эскадры или станции — на корабле 2 ранга. Младшие флагманы, или командиры других кораблей по старшинству одновременно играли роль заместителей командующего. Коммодоры брали в качестве флагмана обычно двухдечный корабль 3 ранга, или лучший из имеющихся.

## Уорэнт-офицер
Среди уорэнт-офицеров были мичман, мастер, врач, баталер, боцман, плотник и пушкарь.

### Мичман
Мичмана, или «юные джентльмены», рассматривались как будущие офицеры, и потому занимали особое положение. К тому же, среди них могли быть выходцы из самых высокопоставленных семей Британии. До 1812 года только они, в отличие от остальных уорэнт-офицеров, были обязаны носить форму. Основным долгом мичмана было овладение необходимыми офицеру знаниями и навыками. Они учились командованию у своих офицеров, навигации и морской практике у мастера, работе с парусами и оснасткой у марсовых, артиллерийской специальности у пушкаря, и так далее. Каждый мичман был обязан ежедневно вести собственный журнал, и по требованию представлять его старшим. Для школьного образования мичманов на корабле мог быть специально нанятый учитель (англ. Schoolmaster).
С ранних стадий службы им давалась номинальная власть над старшими и гораздо более опытными моряками, «для приобретения командных навыков». Что не мешало им нести большинство тягот службы наравне с нижними чинами, и получать те же наказания за провинности и упущения, хотя и в несколько облегченном виде. Как правило, они становились помощниками офицера — командира дивизиона или уорэнт-офицера — командира отделения. Со временем более успешные могли получить должность штурманского помощника, (англ. Master’s Mate). Некоторые самостоятельно командовали шлюпкой, отделением сигнальщиков или секцией артиллерийской батареи. Все готовились, и с разрешения капитана исполняли, обязанности вахтенного офицера.
Штатное число мичманов менялось в зависимости от ранга. Кораблю 1 ранга полагалось 24 мичмана, 2 ранга — 18, 3 ранга — 12, и так далее.

### Мастер
Мастер (англ. Sailing Master) в русском не имеет точного эквивалента. Уорэнт-офицер в этой должности отвечал за навигацию, лоцманское плавание, и все небоевые эволюции корабля, как-то постановку, уборку и настройку парусов, постановку на якорь и снятие с него, выбор наилучшего пути и учёт условий плавания. При этом на корабле могли отдельно быть ещё штурман (англ. navigator) из офицеров и лоцман (англ. pilot), непосредственно командовали при эволюциях вахтенные офицеры, а обучал «юных джентльменов» учитель. Тем не менее мастер был экспертом и главным советником капитана по всем вопросам морской практики.
Происхождение этого звания обычно относят к позднему средневековью (начиная с XIII века), когда капитан корабля был обязательно дворянином и военачальником, но необязательно моряком. На капитане лежала общая ответственность за корабль и командование в бою, а на мастере морская практика.
Приблизительно это звание переводилось как «кормчий», позже «шкипер», но впоследствии за шкипером утвердилось иное толкование.
До введения новой флотской формы в 1812 году, мастеру форма не полагалась. Но, благодаря уникальному положению и знаниям (он был по определению самым опытным судоводителем на корабле), он мог претендовать на офицерский чин, были случаи производства из мастера в лейтенанты.

## Старшины
Состав званий и должностей старшин менялся, но всегда включал помощников уорэнт-офицеров по заведованиям.
Старшины были младшими командирами отделений и дивизионов, например, отделений марсовых или секций артиллерийской батареи. Они являлись связью между офицером-командиром отделения и матросами. Они отвечали как за выполнение отделением своих функций, так и поддержание дисциплины.

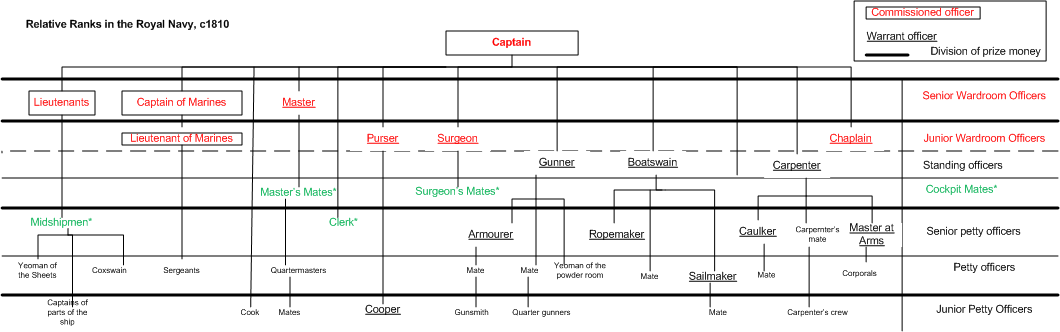
Офицеры по старшинству (при дележе призовых денег), Королевский флот, ок. 1810